# Kamienica przy ulicy Józefa Dietla 29 w Krakowie
Kamienica przy ulicy Józefa Dietla 29 – zabytkowa kamienica znajdująca się w Krakowie, w dzielnicy I przy ulicy Józefa Dietla, na Kazimierzu.
Kamienica została wzniesiona w 1909 roku według projektu architekta Zygmunta Luksa.
4 lipca 1988 budynek został wpisany do rejestru zabytków, znajduje się także w gminnej ewidencji zabytków.